# Râul Someșul Cald
Râul Someșul Cald este un râu care se unește cu Someșul Rece în lacul de acumulare Gilău. 